# Kildrum
Kildrum es una localidad situada en el condado de Donegal de la provincia de Úlster (República de Irlanda) con una población en 2016 de 534 habitantes.
Se encuentra ubicada al noroeste del país cerca de los montes Derryveagh, de los acantilados de Slieve League en la costa del océano Atlántico y de la frontera con Irlanda del Norte.